# Park Jung-min (diễn viên)
Đây là một tên người Triều Tiên, họ là Park.
Park Jung-min (Hangul: 박정민; sinh ngày 24 tháng 03 năm 1987) là nam diễn viên Hàn Quốc trực thuộc SEM Company. Anh cũng là tác giả có sách bán chạy nhất Hàn Quốc (Useful Person) và sở hữu một quán cà phê sách mang tên Book and Night, Day.

## Sự nghiệp
Anh nổi tiếng với vai chính trong bộ phim Đêm hoang vắng (2011) và Dongju: Chân dung của một nhà thơ (2015), qua đó anh giành giải "Nam diễn viên mới xuất sắc nhất" tại Giải thưởng nghệ thuật Baeksang lần thứ 52 và Giải thưởng điện ảnh Rồng Xanh lần thứ 37.

## Phim ảnh

### Phim điện ảnh
| Năm                                          | Tên phim                          | Vai trò              | Ghi chú |
| -------------------------------------------- | --------------------------------- | -------------------- | ------- |
| 2011                                         |                                   |                      |         |
| Đêm hoang vắng                               | Baek Hee-joon                     |                      |         |
| Short! Short! Short! 2010: Fantastic Theater | I-mae                             |                      |         |
| 2012                                         | Nữ hoàng khiêu vũ                 | Ramyun in package    |         |
| 2013                                         | Tay đấm huyền thoại               | Im Deok-kyu thời trẻ |         |
| 2013                                         | Đại Dịch Cúm                      | Chul-gyo             |         |
| 2014                                         | Tuổi trẻ sục sôi                  | Hwang-kyu            |         |
| 2014                                         | Tinker Ticker                     | Lee Hyo-min          |         |
| 2014                                         | Mad Sad Bad                       | Bizen/Bo-hyun        |         |
| 2014                                         | Momo Salon                        | Chang-gyun           |         |
| 2015                                         | Shoot the Sun                     | Chen                 |         |
| 2015                                         | Office                            | Lee Won-suk          |         |
| 2015                                         | Dongju: Chân dung của một nhà thơ | Song Mong-gyu        |         |
| 2016                                         | Pure Love                         | Yong-soo             |         |
| 2016                                         | Horror Stories 3                  | Dong-geun            |         |
| 2017                                         | Ông hoàng                         | Heo Ki-hoon          |         |
| 2017                                         | The Artist: Reborn                | Jae-bum              |         |
| 2017                                         | Hoàng thượng thần thám            | Thái tử Uikyung      |         |
| 2018                                         | Xin chào, cậu em khác người!      | Jin-tae              |         |
| 2018                                         | Năng lực siêu phàm                | Kim Jung-hyun        |         |
| 2018                                         | Sunset in My Hometown             | Hak-soo              |         |
| 2019                                         | Svaha: Ngón tay thứ sáu           | Na-han               |         |
| 2019                                         | Tazza: One Eyed Jack              | Do Il-chul           |         |
| 2019                                         | Trẻ trâu khởi nghiệp              | Taek-Il              |         |
| 2020                                         | Giờ săn đã điểm                   | Sang-Soo             |         |
| 2020                                         | Truy cùng giết tận                | Yui                  |         |

### Phim truyền hình
| Năm  | Tên phim           | Vai trò                 | Kênh |
| ---- | ------------------ | ----------------------- | ---- |
| 2011 | Human Casino       | Cha Tae-oh              | KBS2 |
| 2012 | Người kế vị        | Jang Mi-so              | MBC  |
| 2012 | Golden Time        | Jang Young-woo          | MBC  |
| 2013 | Adolescence Medley | Shin Young-bok          | KBS2 |
| 2014 | Ngươi đã bị bắt    | Ji Gook                 | SBS  |
| 2014 | Tình yêu và lý trí | Jang Ki-tae             | tvN  |
| 2015 | Hồi đáp 1988       | Bạn trai của Sung Bo-ra | tvN  |
| 2016 | Đoàn tùy tùng      | Lee Ho-jin              | tvN  |
| 2018 | Quý ngài Ánh dương | Ahn Chang-ho            | tvN  |